# Nippoberaea gracilis
Nippoberaea gracilis är en nattsländeart som först beskrevs av Nozaki och Kagaya 1994.  Nippoberaea gracilis ingår i släktet Nippoberaea och familjen sandrörsnattsländor. Inga underarter finns listade i Catalogue of Life.